# Cylicasta
Cylicasta es un género de escarabajos longicornios de la subfamilia Lamiinae. Fue descrito por Carl Gustaf Thomson en 1868.

## Especies
- Cylicasta coarctata (Bates, 1865)
- Cylicasta difficilis (Lameere, 1893)
- Cylicasta liturata (Fabricius, 1801)
- Cylicasta mariahelenae Nearns y Tavakilian, 2012
- Cylicasta nysa Dillon y Dillon, 1946
- Cylicasta parallela (Melzer, 1934)
- Cylicasta terminata (Buquet, 1859)